# Frederick Gowland Hopkins
Sir Frederick Gowland Hopkins (Eastbourne, Sussex, 20. lipnja 1861. – Cambridge, 16. svibnja 1947.), engleski biokemičar.
Godine 1929. dobio je Nobelovu nagradu za fiziologiju ili medicinu zajedno s Christiaan Eijkman za otkriće vitamina. 1901. godne otkrio je aminokiselinu triptofan.

## Vanjske poveznice
- (engl.)Nobelova nagrada - životopis
- (engl.)N.J.T. Thomas životopis
- (engl.)Kemijska genologija (engl. Chemical genealogy)